# Powermeter

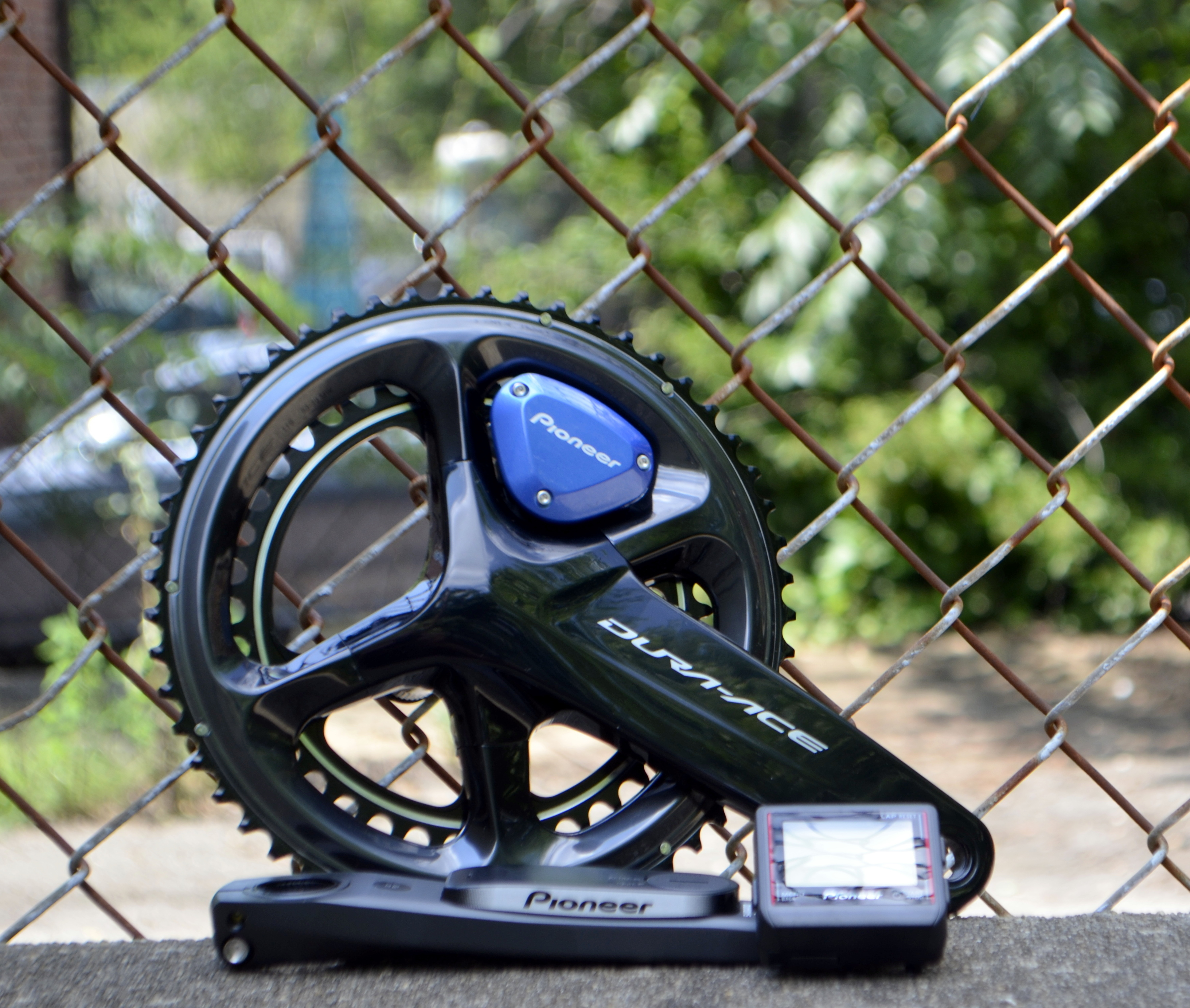
Kurbelbasiertes Powermeter mit beidseitiger Messung und Fahrradcomputer

Ein Powermeter, auch Wattmesser, misst die Tretleistung beim Fahrradfahren. Es kommt vor allem im Training und bei Rennen zum Einsatz.

## Geschichte
Vor Einführung von Powermetern war eine genaue Leistungsmessung nur auf stationären Geräten möglich, während der Fahrt wurde die Leistung nach gefühlter Belastung und, ab den späten 1970er Jahren, mittels Herzfrequenzsensoren geschätzt.
1986 entwickelte Ulrich „Uli“ Schoberer das erste mobile Powermeter, für welches er 1987 ein Patent erhielt. Das Grundprinzip, über Dehnungsmessstreifen (hier zwischen Kurbel und Kettenblatt) die aufgebrachte Kraft zu messen, ist auch Grundlage vieler moderner Powermeter. Die über die Schoberer Rad Messtechnik (SRM) vertriebenen Modelle blieben aufgrund der hohen Preise von teilweise über 10.000 US-Dollar zunächst weitestgehend auf professionelle Sportler beschränkt. Später kamen günstigere Optionen auf den Markt und Wattmesser konnten sich ab Mitte der 2000er Jahre im ambitionierten Hobbysport verbreiten.
1997 wurde das erste in die Hinterradnabe integrierte Powermeter von Etune vorgestellt. Das Unternehmen wurde später von CycleOps übernommen.
2002 stellte Ergomo ein in das Tretlager integriertes Powermeter vor, welches über optische Sensoren die Verwindung messen konnte.
Ab 2008 wurden von MetriGear die ersten Pedale mit integrierter Leistungsmessung entwickelt, das Unternehmen wurde von 2010 von Garmin aufgekauft. Die ersten kommerziell erhältlichen Modelle waren die 2011 vorgestellten Look KeO Power und die kurz darauf folgenden Garmin Vector.

## Funktionsweise

### Direkte Messung
Zur direkten Kraftmessung werden verschiedene Verfahren verwendet. Um genaue Ergebnisse zu erzielen, müssen Umweltfaktoren wie die Temperatur und alterungsbedingte Materialveränderungen berücksichtigt bzw. ausgeglichen werden. Üblicherweise wird die Leistung über das direkt gemessene Drehmoment und die Winkelgeschwindigkeit errechnet.

#### Drehmoment
Dehnungsmessstreifen
Dehnungsmessstreifen ändern bei einer Verformung ihren elektrischen Widerstand. Nach einer Kalibrierung kann so aus einer bekannten Widerstandsänderung ein Drehmoment abgeleitet werden. Dies ist das gängigste Messverfahren.

Resonant String Gauge
Bei dieser Messmethode verändert sich unter Dehnung oder Stauchung die Eigenfrequenz des Sensors.

Optische Messung
Bei der optischen Messung wird die Veränderung einer oder mehrerer Rechteckschwingungen durch die Verformung des Sensors gemessen.

#### Winkelgeschwindigkeit
Die Winkelgeschwindigkeit kann über einen oder mehrere Magnetsensoren, welche die Umlauffrequenz erfassen, oder Akzelerometer gemessen werden.

### Indirekte Messung
Nach Newtons drittem Gesetz entsprechen die dem Fahrer entgegengesetzten Kräfte der aufgewendeten Kraft. Durch die Messung der Rollgeschwindigkeit, der Windgeschwindigkeit, der barometrischen Höhe, der Beschleunigung und der Kombination mit bekannten Parametern wie dem Gewicht und dem Rollwiderstand kann so die aufgebrachte Kraft errechnet werden. In Kombination mit einer direkten Messmethode können Luft- und Rollwiderstand gemessen und optimiert werden.

### Genauigkeit
Die Genauigkeit von Powermetern ist vom Gerät selbst und externen Faktoren abhängig. Die Geräte mit Dehnungsmessungsstreifen von SRM werden von einigen Autoren als Goldstandard für mobile Powermeter gesehen.
Bei Pedalen und Kurbelarmen kann die Messung über Sensoren auf einer oder beiden Seiten erfolgen. Die Abweichung in der Tretleistung zwischen rechtem und linkem Bein beträgt etwa 5 %, weswegen eine beidseitige Messung genauere Aufschlüsselung der Ergebnisse ermöglicht.
Durch Reibungsverluste messen antriebsseitige Geräte (z. B. Pedale) systematisch höhere Werte als abtriebsseitige (z. B. Nabe), letztere haben eine reduzierte Richtigkeit. Durch Kalibration kann diese Diskrepanz ausgeglichen werden.
Ein ovales Kettenblatt kann bei einer Messung an der Kurbel falsch hohe Werte verursachen, da die Winkelgeschwindigkeit des Kettenblatts nicht gleichmäßig ist.

### Konnektivität
Die Leistung kann mit anderen Daten wie dem GPS-Track, der Geschwindigkeit, barometrischen Höhendaten, der Herzfrequenz und der Kadenz kombiniert werden, und für Trainings- oder Rennzwecke analysiert werden.
Ursprünglich wurden die Daten über Kabel übertragen. Modelle ab etwa 2010 können in der Regel über drahtlose Standards wie Bluetooth, Bluetooth Low Energy oder ANT+ mit Fahrradcomputern oder Smartphones verbunden werden, welche die aktuelle Leistung anzeigen und aufzeichnen können. Die Daten können von diesen Geräten üblicherweise auch direkt bei cloudbasierten Diensten der Powermeterhersteller oder Fitness-Tracking-Apps wie Strava oder Komoot hochgeladen werden.
Teilweise sind Funktionen von Powermetern von der Verfügbarkeit von herstellerseitigen Onlinediensten abhängig. Nachdem Shimano 2020 die Powermetersparte von Pioneer aufkaufte, stellte es im Folgejahr den Betrieb der Server ein. Nutzer können seitdem ihre Daten von manchen Powermetern nicht mehr kabellos an andere Geräte übertragen und sind auf Workarounds für den Export zu anderen Diensten angewiesen.

## Messpunkte

### Kurbel

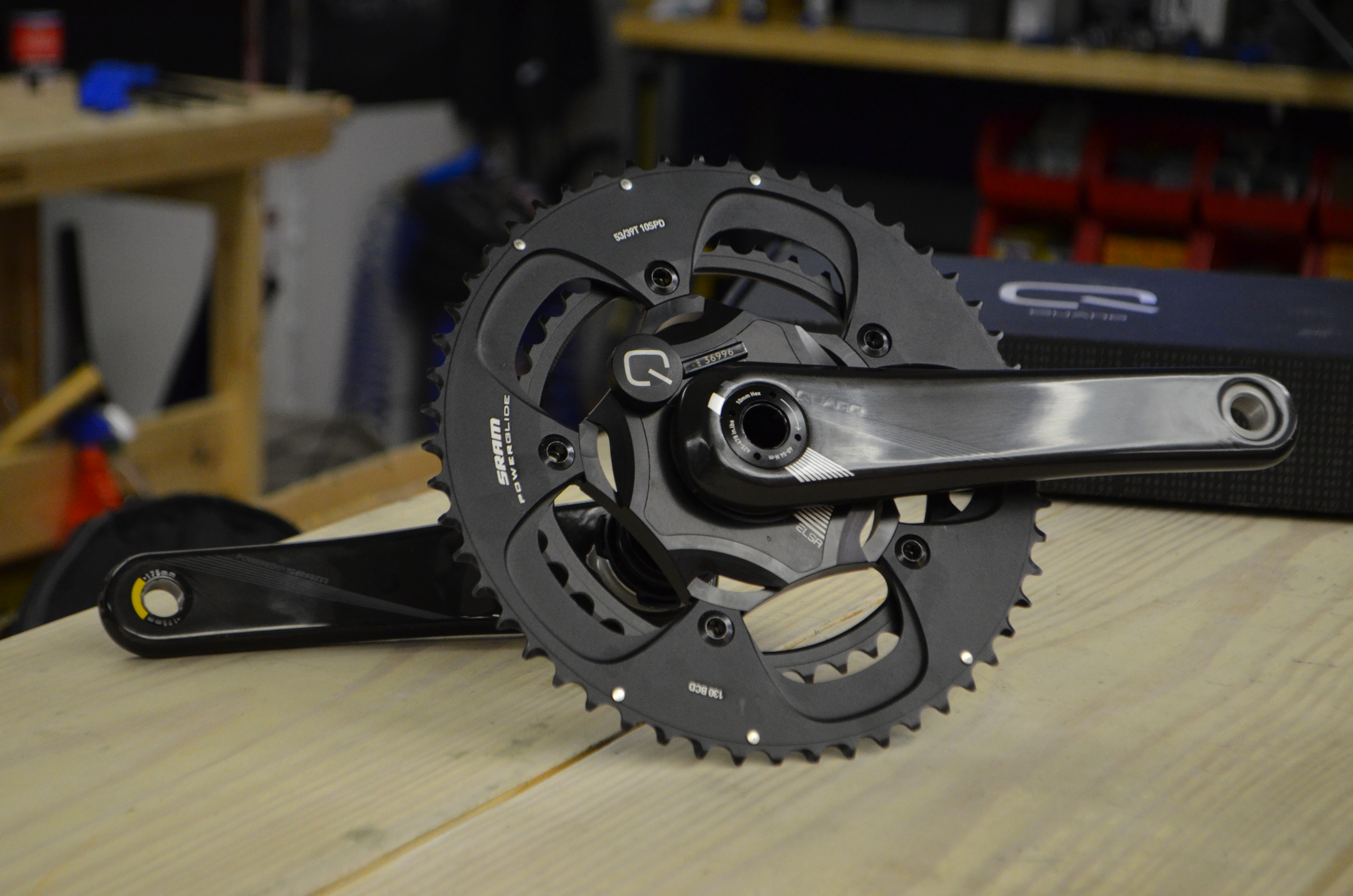
Kurbelgarnitur mit Leistungsmessung im Kurbelstern

Powermeter im Bereich der Kurbel sind neben pedalbasierten Systemen am häufigsten. Sie verwenden üblicherweise Dehnungsmessstreifen.

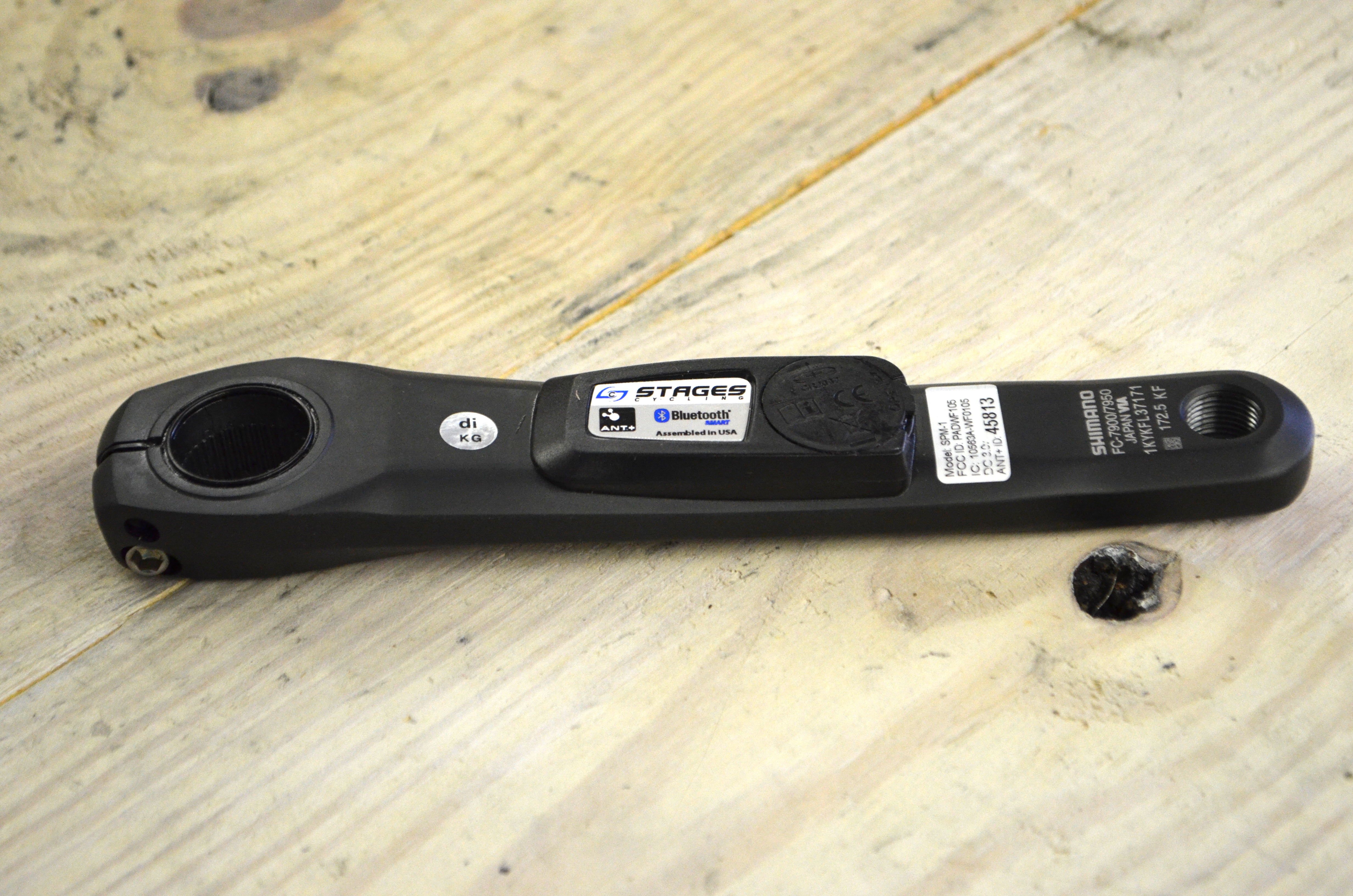
Powermeter im Kurbelarm (links, einseitig). Das hervorstehende Kästchen enthält die Dehnungsmessstreifen.

Kurbelarm
Die Messung am Kurbelarm ermöglicht eine breite Kompatibilität und eine vergleichsweise einfache Nachrüstung. Häufig wird nur der linke, nicht direkt mit dem Kettenblatt verbundene Arm zur Messung verwendet, und der gemessene Wert verdoppelt, um die Gesamtleistung zu errechnen. Durch den zusätzlichen Raumbedarf des Sensors auf der Innenseite bieten manche Rahmen nicht genug Platz bei den Kettenstreben.

Kurbelstern oder Spider
Im Kurbelstern wird die Kraft beider Beine zwischen der Tretlagerachse und dem Kettenblatt gleichzeitig gemessen. Aufgrund verschiedener Lochkreisdurchmesser und Tretlagerstandards sind Powermeter im Kurbelstern nicht mit allen Rahmen kompatibel.

Kettenblatt
Das Powermeter wird hier auf den Kurbelstern aufgeschraubt und ersetzt das Kettenblatt. Die äußerste, verschleißende Schicht des Kettenblatts ist austauschbar.
Wie bei einer Messung im Kurbelstern wird die Kraft beider Beine gleichzeitig gemessen, das Gerät ist jedoch mit mehr Fahrrädern kompatibel und kann einfacher getauscht werden.

### Pedal

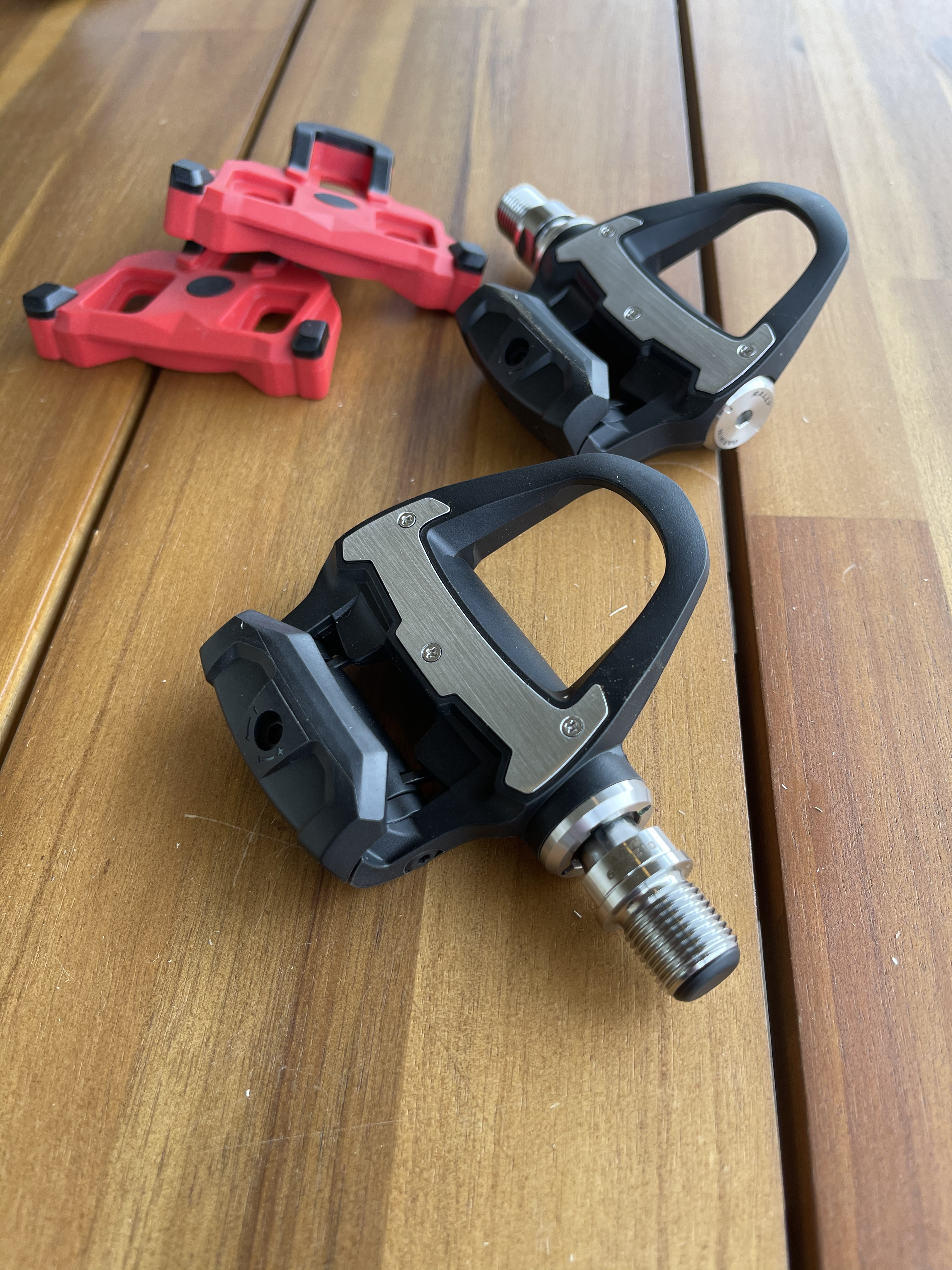
Rennradpedale mit beidseitiger Messung. Oben im Bild kompatible Schuhplatten.

Pedalsysteme mit Wattmessung verwenden üblicherweise Resonant String Gauges.
Im Vergleich zu anderen Systemen lassen sie sich besonders einfach nachrüsten oder an mehreren Fahrrädern verwenden. Sie ermöglichen zudem die Unterscheidung zwischen tangentialen und radialen Kräften.

### Tretlager
Aufgrund verschiedener Tretlagerstandards und des vergleichsweise aufwändigen Einbaus sind diese Powermeter selten.
Von der Firma Ergomo wurden ab 2002 optische Sensoren an der Tretlagerachse verwendet. Da die rechte Seite der Achse fest mit dem Antriebsstrang verbunden ist, wurde die Verwindung nur links gemessen. Durch die Verbreitung neuerer Tretlagertypen wurde diese Messmethode verdrängt und wird heute nicht mehr angeboten.

### Nabe

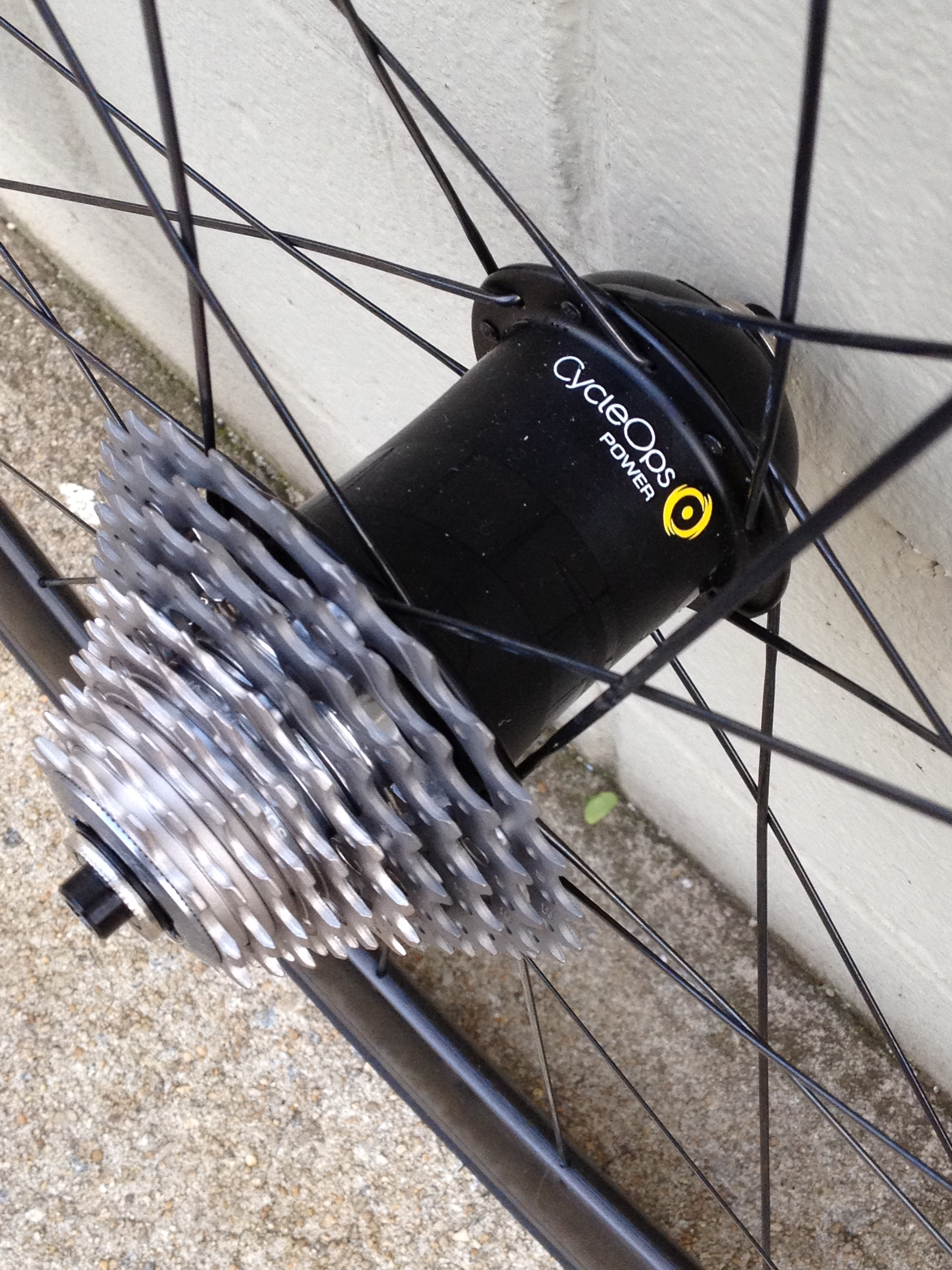
Hinterradnabe mit Leistungsmessung

Ein in die Nabe integriertes Powermeter ermöglicht die Nutzung in verschiedenen Rahmen. Das gleiche Laufrad für Training und Rennen zu verwenden wird als nachteilig gesehen. Aufgrund von Verlusten im Antriebsstrang ist die Leistung in der Hinterradnabe geringer als bei anderen Messpunkten. Sie wurden von anderen Systemen weitestgehend verdrängt.
Wichtigster Hersteller von nabenbasierten Powermetern war der amerikanische Hersteller CycleOps, bei dessen PowerTap-Serie Dehnungsmessstreifen zwischen Freilaufkörper und Nabe die Kraft erfassten.

### Kette
Durch Messung Umlaufgeschwindigkeit der Fahrradkette über ein Schalträdchen und der Kettenspannung kann die aktuelle Leistung berechnet werden. Diese Technologie wurde zeitweise von Polar verwendet. Sie war leicht nachrüstbar, jedoch vergleichsweise ungenau.

### Schuhplatten
Mehrere Unternehmen stellten Prototypen von in Schuhplatten integrierten Powermetern vor. Mit Stand 2023 wurde kein solches Produkt in Serie produziert.

## Einsatz

### Training
Im Radsport und Triathlon haben sich Powermeter als Kern moderner Trainingskonzepte etabliert. Im Gegensatz zur subjektiven gefühlten Belastung und anderen Messgrößen wie der Herzfrequenz oder der Geschwindigkeit, welche durch Umwelteinflüsse und individuelle Unterschiede verzerrt werden oder verzögert reagieren, sind die Wattmessungen gut zwischen verschiedenen Fahrten und Fahrern vergleichbar. Für ein strukturiertes Training werden viele Datenpunkte zu einem Gesamtbild synthetisiert.:3 ff.
Powermeter werden auch in Kombination mit Rollentrainern verwendet, insbesondere Modelle mit Direktantrieb haben ein solches häufig auch eingebaut. Anbieter für virtuelles Training wie Zwift können die Daten von Powermetern verwenden, um eine realistischere Simulation zu bieten.

### Rennen
Bei professionellen Radrennen ist der Einsatz eines Powermeters mit gekoppeltem Fahrradcomputer üblich. Andy Schlecks Sieg bei der Tour de France 2010 war der letzte, der ohne die Verwendung eines Powermeters erreicht wurde.

#### Kritik
Der Renneinsatz von Powermetern und weiterer technologischer Hilfsmittel wie Funkgeräten wurde kontrovers diskutiert. Kritiker wie Alberto Contador und Nairo Quintana führten an, dass durch die konstante Verfügbarkeit objektiver Leistungsdaten Intuition und fahrerisches Können in den Hintergrund geraten, und Rennen durch eine zu datenlastige Strategie steril würden. Andere schätzen den Einfluss auf den Rennbetrieb als gering ein.
2018 setzte sich Christian Prudhomme, damaliger Renndirektor der Tour de France, für ein Verbot von Powermetern bei Rennen ein, während manche ehemalige Fahrer wie Lance Armstrong forderten, Powermeterdaten live zu veröffentlichen. Mit Stand 2023 sind Powermeter nach den Regeln der UCI im Renneinsatz zugelassen.

### Medizin und Forschung
Powermeter werden auch in Rehabilitationprogrammen und zu Forschungszwecken verwendet.

## Kenngrößen
Mit der Popularität von Powermetern haben sich verschiedene leistungsbasierte Kenngrößen für Vergleichszwecke etabliert. Diese werden üblicherweise als absolute Werte in Watt oder als gewichtsbezogene Leistungsdichte in Watt/Kilogramm angegeben. Da an Steigungen ein Großteil der Energie verwendet wird, um das eigene Körpergewicht zu heben, ist die Leistungsdichte vor allem für Bergfahrer relevant.

### Functional Threshold Power (FTP)
Die funktionale Schwellenleistung ist die höchste Dauerleistung, die eine Stunde lang gehalten werden kann, und entspricht etwa der anaeroben Schwelle. Der absolute Wert ist vor allem für Zeitfahrer relevant.:52 ff.

### Schnellkraft bzw. Sprintleistung
Auch als Peak Output (PO) bezeichnet, wird hier die maximal mobilisierbare Schnellkraft auf einer Strecke von 50–100 Metern gemessen. Sie dient vor allem zum Vergleich von Sprintern.